# Lozzolo
Lozzolo är en ort och kommun i provinsen Vercelli i regionen Piemonte, Italien.Kommunen hade 824 invånare (2018).